# هرمزدبغ
هرمزدبغ انسان نخستین در اساطیر مانوی که برابر کیومرث زرتشتی قرار میگیرد.بنابر اساطیر این آیین، زمانی که فرمانروای دنیای تاریکی که به صورت بیکرانه در جنوب سرزمین روشنایی قرار داشت به جهان نورانی چشم طمع دوخت شهریار روشنایی یا همان زروان مادر زندگی را پدید آورد و از او انسان نخستین یعنی هرمزدبغ را آفرید.هرمزدبغ نیز از وجود خود پنج فرزند ساطع کرد که همان امهرسپندان باشند. در نبردی که میان هرمزدبغ و خدای تاریکی صورت گرفت او شکست خورد و به اسارت تاریکی رفت. امهرسپندان به کمک نریسه ایزد و دوست روشنان در نهایت او را از جهان تاریک نجات بخشیدند و او به دیار پدر خود که همان زروان است بازگشت. او نیای تمام مردم جهان محسوب می‌شود چرا که از پاره‌های نور امهرسپندان که توسط دیوان بلعیده شده بودند و ترکیب آن‌ها با عناصر تاریک جهان مادی-مینوی پدید آمد و روان انسان‌ها پاره‌هایی از فروزه‌های نورانی امهرسپندان می‌باشد.هرمزدبغ در دین مانی نماد ازلی روح در اسارت ماده می‌باشد.

## منبع
- اسطوره آفرینش در آیین مانی.دکتر ابوالقاسم اسماعیل پور.نشر کاروان.چاپ سوم.۱۳۸۵

1. ↑  اسطوره آفرینش در آیین مانی.ص.۲۹۶
2. ↑  مهری باقری.دین‌های ایران باستان.نشر قطره.چاپ دوم.۱۳۸۶.ص۹۸